# Spojenci (film)
Spojenci (v anglickém originále Allied) je americký romantický thriller z roku 2016. Režie se ujal Robert Zemeckis a scénáře Steve Knight. Hlavní role hrají Brad Pitt, Marion Cotillard, Jared Harris, Lizzy Caplan a Simon McBurney. Film byl do kin byl oficiálně uveden 23. listopadu 2016. V České republice měl film premiéru 26. ledna 2017.

## Obsazení
| Brad Pitt        | Max Vatan           |
| Marion Cotillard | Marianne Beausejour |
| Jared Harris     | Frank Heslop        |
| Matthew Goode    | Guy Sangster        |
| Lizzy Caplan     | Bridget Vatan       |
| Anton Lesser     | Emmanuel Lombard    |
| August Diehl     | Hobar               |
| Camille Cottin   | Monique             |
| Charlotte Hope   | Louise              |
| Marion Bailey    | paní Sinclair       |
| Simon McBurney   | úředník             |
| Daniel Betts     | George Kavanagh     |
| Thierry Frémont  | Paul Delamare       |
| Raffey Cassidy   | Anna Vatan          |
| Josh Dylan       | kapitán Adam Hunter |

## Produkce
6. února 2015 studio Paramount Pictures a produkční společnost New Regency oznámily nový projekt, který se bude odehrávat v období druhé světové války s Bradem Pittem v hlavní roli a Robertem Zemeckisem jako režisérem. Natáčení začalo v únoru roku 2016 v Londýně. V květnu se některé scény točily v Casablance a v Grand Canaria na Kanárských ostrovech.

## Přijetí
V Severní Americe byl oficiálně uveden 23. listopadu 2016, společně s filmy Odvážná Vaiana: Legenda o konci světa, Pravidla neplatí a Santa je pořád úchyl. Výdělek za první den byl plánovaný 15 milionů, film však získal pouze 2,6 milionů dolarů.
Na recenzní stránce Rotten Tomatoes získal ze 114 započtených recenzí 63 procent s průměrným ratingem 6,4 bodů z deseti. Na serveru Metacritic snímek získal z 43 recenzí 60 bodů ze 100. CinemaScore ohodnotil známkou B na škále A+ až F.